# Бабарыка, Иван Валерьевич
Ива́н Вале́рьевич Бабары́ка (укр. Іван Валерійович Бабарика; р. 11 ноября 1982, Новомосковск, Днепропетровская область, Украинская ССР, СССР) — украинский легкоатлет, марафонец. Трёхкратный победитель Московского международного марафона мира.

## Биография
Родился 11 ноября 1982 года в Новомосковске Днепропетровской области.
Живёт и тренируется в Новомосковске. Преподает физическую культуру в Лицее № 6. Представляет украинский марафонский клуб «Тарас Бульба». Тренер — Александр Кузин.
Бегом занимается с 12 лет. В 2007 году впервые пробежал Московский международный марафон мира и стал в нём победителем. Всего с 2007 по 2010 год пробежал 6 марафонов, в четырёх из которых победил.
В Белоцерковском марафоне 2011 года был вторым после Александра Ситковского с результатом 2:12:48.
Лучший личный результат 2:11:48 показал в Барселонском марафоне 2012 года, где был пятым.
На Олимпийских играх 2012 года в Лондоне был 59-м с результатом 2:21:52.

## Достижения
- Победитель Московского международного марафона мира 2007 года — 2:20:34
- Победитель Московского международного марафона мира 2008 года — 2:20:11
- Победитель Московского международного марафона мира 2009 года — 2:17:06
- Победитель Пхеньянского марафона[англ.] (Пхеньян) 2010 года — 2:13:56
- Победитель Гутенбергского марафона[нем.] (Майнц) 2018 года — 2:24:36